# SM U-86
SM U-86 – niemiecki okręt podwodny typu U-81 zbudowany w Friedrich Krupp Germaniawerft w Kilonii w latach 1915-1916. Wodowany 7 listopada 1916 roku, wszedł do służby w Cesarskiej Marynarce Wojennej 30 listopada 1916 roku pod dowództwem kapitana Friedricha Crüsemanna. 21 lutego 1917 roku został przydzielony do IV Flotylli. U-86 w czasie dwunastu patroli zatopił 33 statki nieprzyjaciela o łącznej wyporności 117 583 GRT oraz jeden uszkodził. 
W czasie pierwszego patrolu na Morzu Północnym, 23 marca 1917 roku, U-86 zatopił niewielki brytyjski trawler parowy „Queenborough” o wyporności 165 GRT. „Queenborough” został zatrzymany, a następnie zatopiony ogniem z działa, dziewięcioro członków załogi opuściło trawler na łodzi ratunkowej, jednak łódź zaginęła.
Na początku kwietnia 1917 roku U-86 operował u zachodnich oraz południowych wybrzeży Irlandii. 5 kwietnia zatopił dwa niewielkie żaglowce francuskie: „Dunkerquoise” (127 GRT) oraz „Marie Celine” (142 GRT). Tego samego dnia 40 mil od Fastnet Rock U-86 zatopił belgijski statek parowy „Siberier”, który płynął z Gulfport do Calais z ładunkiem drewna. 6 kwietnia 180 mil od Fastnet Rock U-86 storpedował i zatopił brytyjski tankowiec „Rosalind” o wyporności 6 535 GRT.
23 czerwca 1917 roku kapitanem U-86 został Alfred Götze, który 26 stycznia 1918 roku został zastąpiony przez Helmuta Patziga.
27 czerwca 1918 roku U-86 pod dowództwem Patziga, 116 mil na zachód od Fastnet Rock storpedował i zatopił brytyjski statek szpitalny „Llandovery Castle”. Po zatonięciu statku załoga U-86 otworzyła do rozbitków ogień z broni pokładowej. W wyniku storpedowania oraz ostrzelania śmierć poniosły 234 osoby. Po zakończeniu wojny, w 1921 roku, Patzig oraz jego dwóch zastępców: Ludwig Dithmar i John Boldt, zostało oskarżonych o zbrodnie wojenne. Patzig uciekł do Gdańska i uniknął kary.
1 lipca 1918 roku U-86 storpedował płynący w konwoju z wojskami amerykańskimi statek transportowy „Covington” o wyporności 16 339 GRT. „Covington” zatonął następnego dnia. Zginęło sześcioro ludzi, a ponad siedmiuset siedemdziesięciu zostało uratowanych przez inne statki z konwoju. 
Po zakończeniu wojny U-86 został 20 listopada 1918 roku poddany Royal Navy. Zatonął w kanale La Manche w 1921 roku w czasie transportu do złomowania.